# Альтенкирхен (Пфальц)
Альтенкирхен (нем. Altenkirchen) — община в Германии, в земле Рейнланд-Пфальц.
Входит в состав района Кузель. Подчиняется управлению Шёненберг-Кюбельберг. Население составляет 1296 человек (на 31 декабря 2010 года). Занимает площадь 6,44 км².

## История
2 апреля 1843 года в Альтенкирхене родился выдающийся немецкий патологоанатом Отто фон Боллингер.